# Интегральное уравнение
Интегра́льное уравне́ние — функциональное уравнение, содержащее интегральное преобразование над неизвестной функцией. Если интегральное уравнение содержит также производные от неизвестной функции, то говорят об интегро-дифференциальном уравнении.

## Классификация интегральных уравнений

### Линейные интегральные уравнения
Это интегральные уравнения, в которые неизвестная функция входит линейно:
{\displaystyle \varphi (x)=\lambda \int \limits _{a}^{b}K(x,\;s)\varphi (s)\,ds+f(x)}
где {\displaystyle \varphi (x)} — искомая функция, {\displaystyle f(x)}, {\displaystyle K(x,\;s)} — известные функции, {\displaystyle \lambda } — параметр. Функция {\displaystyle K(x,\;s)} называется ядром интегрального уравнения. В зависимости от вида ядра и свободного члена линейные уравнения можно разделить ещё на несколько видов.

#### Уравнения Фредгольма

##### Уравнения Фредгольма 2-го рода
Уравнения Фредгольма 2-го рода — это уравнения вида:
{\displaystyle \varphi (x)=\lambda \int \limits _{a}^{b}K(x,\;s)\varphi (s)\,ds+f(x).}
Пределы интегрирования могут быть как конечными, так и бесконечными. Переменные удовлетворяют неравенству: {\displaystyle a\leqslant x,\;s\leqslant b}, а ядро и свободный член должны быть непрерывными: {\displaystyle K(x,\;s)\in C(a\leqslant x,\;s\leqslant b),\;f(x)\in C([a,\;b])}, либо удовлетворять условиям:
{\displaystyle \int \limits _{a}^{b}\int \limits _{a}^{b}|K(x,\;s)|^{2}\,dx\,ds<+\infty ,\qquad \int \limits _{a}^{b}|f(x)|^{2}\,dx<+\infty .}
Ядра, удовлетворяющие последнему условию, называют фредгольмовыми. Если {\displaystyle f(x)\equiv 0} на {\displaystyle [a,\;b]}, то уравнение называется однородным, иначе оно называется неоднородным интегральным уравнением.

##### Уравнения Фредгольма 1-го рода
Уравнения Фредгольма 1-го рода выглядят так же, как и уравнение Фредгольма 2-го рода, только в них отсутствует часть, содержащая неизвестную функцию вне интеграла:
{\displaystyle \int \limits _{a}^{b}K(x,\;s)\varphi (s)\,ds=f(x),}
при этом ядро и свободный член удовлетворяют условиям, сформулированным для уравнений Фредгольма 2-го рода.

#### УравненияВольтерры

##### Уравнения Вольтерры 2-го рода
Уравнения Вольтерры отличаются от уравнений Фредгольма тем, что один из пределов интегрирования в них является переменным:
{\displaystyle \varphi (x)=\lambda \int \limits _{a}^{x}K(x,\;s)\varphi (s)\,ds+f(x),\qquad a\leqslant x\leqslant b.}

##### Уравнения Вольтерры 1-го рода
Также, как и для уравнений Фредгольма, в уравнениях Вольтерры 1-го рода отсутствует неизвестная функция вне интеграла:
{\displaystyle \int \limits _{a}^{x}K(x,\;s)\varphi (s)\,ds=f(x).}
В принципе, уравнения Вольтерры можно рассматривать как частный случай уравнений Фредгольма, если переопределить ядро:
{\displaystyle {\mathcal {K}}(x,\;s)={\begin{cases}K(x,\;s),&a\leqslant s\leqslant x,\\0,&x<s\leqslant b.\end{cases}}}
Однако некоторые свойства уравнений Вольтерры не могут быть применены к уравнениям Фредгольма.

### Нелинейные уравнения
Можно придумать немыслимое многообразие нелинейных уравнений, поэтому дать им полную классификацию не представляется возможным. Вот лишь их некоторые типы, имеющие большое теоретическое и прикладное значение.

#### Уравнения Урысона
{\displaystyle \varphi (x)=\int \limits _{a}^{b}K(x,\;s,\;\varphi (s))\,ds,\qquad K(x,\;s,\;\varphi )\in C(a\leqslant x,\;s\leqslant b;\;-M\leqslant \varphi \leqslant M).}
Постоянная {\displaystyle M} — это некоторое положительное число, которое заранее не всегда может быть определено.

#### Уравнения Гаммерштейна
Уравнения Гаммерштейна являются важным частным случаем уравнения Урысона:
{\displaystyle \varphi (x)=\int \limits _{a}^{b}K(x,\;s)F(s,\;\varphi (s))\,ds,}
где {\displaystyle K(x,\;s)} — фредгольмово ядро.

#### Уравнения Ляпунова — Лихтенштейна
Именами Ляпунова — Лихтенштейна принято называть уравнения, содержащие существенно нелинейные операторы, например, уравнение вида:
{\displaystyle \varphi (x)=f(x)+\lambda \int \limits _{a}^{b}K_{[1]}(x,\;s)\varphi (s)\,ds+\mu \int \limits _{a}^{b}\int \limits _{a}^{b}K_{[1,\;1]}(x,\;s,\;z)\varphi (x)\varphi (z)\,ds\,dz+\ldots }

#### Нелинейное уравнение Вольтерры
{\displaystyle \varphi (x)=\int \limits _{a}^{x}F(x,\;s,\;\varphi (s))\,ds,}
где функция {\displaystyle F(x,\;s,\;\varphi )} непрерывна по совокупности своих переменных.

## Методы решения
Прежде, чем рассмотреть некоторые методы решения интегральных уравнений, следует заметить, что для них, как и для дифференциальных уравнений, не всегда удаётся получить точное аналитическое решение. Выбор метода решения зависит от вида уравнения. Здесь будут рассмотрены несколько методов для решения линейных интегральных уравнений.

### Преобразование Лапласа
Метод преобразования Лапласа может быть применён к интегральному уравнению, если входящий в него интеграл имеет вид свёртки двух функций:
{\displaystyle \int \limits _{0}^{x}f(x-t)g(t)\,dt\risingdotseq F(p)G(p),}
то есть, когда ядро является функцией разности двух переменных:
{\displaystyle \varphi (x)=f(x)+\int \limits _{0}^{x}K(x-s)\varphi (s)\,ds.}
Например, дано такое уравнение:
{\displaystyle \varphi (x)=\sin x+2\int \limits _{0}^{x}\cos(x-s)\varphi (s)\,ds.}
Применим преобразование Лапласа к обеим частям уравнения:
{\displaystyle \varphi (x)\risingdotseq \Phi (p),}
{\displaystyle \Phi (p)={\frac {1}{1+p^{2}}}+2{\frac {p}{1+p^{2}}}\Phi (p)\Rightarrow \Phi (p)={\frac {1}{(p-1)^{2}}}.}
Применяя обратное преобразование Лапласа, получим:
{\displaystyle \varphi (x)={\underset {p=1}{\mathrm {res} }}\,{\frac {1}{(p-1)^{2}}}e^{px}=(e^{px})'_{p}{\Big |}_{p=1}=xe^{x}.}

### Метод последовательных приближений
Метод последовательных приближений применяется для уравнений Фредгольма 2-го рода, если выполняется условие:
{\displaystyle |\lambda ||b-a|\max _{a\leqslant x,\;s\leqslant b}|K(x,\;s)|<1.}
Это условие необходимо для сходимости ряда Лиувилля — Неймана:
{\displaystyle \varphi (x)=\sum _{k=0}^{\infty }\lambda ^{k}(K^{k}f)(x),}
который и является решением уравнения. {\displaystyle (K^{k}f)(x)} — {\displaystyle k}-ая степень интегрального оператора {\displaystyle (Kf)(x)}:
{\displaystyle (Kf)(x)=\int \limits _{a}^{b}K(x,\;s)f(s)\,ds.}
Впрочем, такое решение является хорошим приближением лишь при достаточно малых {\displaystyle |\lambda |}.
Этот метод применим также и при решении уравнений Вольтерры 2-го рода. В таком случае ряд Лиувилля - Неймана сходится при любых значениях {\displaystyle |\lambda |}, а не только при малых.

### Метод резольвент
Метод резольвент является не самым быстрым решением интегрального уравнения Фредгольма второго рода, однако иногда нельзя указать других путей решения задачи.
Если ввести следующие обозначения:
{\displaystyle {\begin{aligned}K_{0}(x,\;t)=K(x,\;t),\\K_{1}(t,\;s)=K(t,\;s),\end{aligned}}}
то повторными ядрами ядра {\displaystyle K(x,\;s)} будут ядра {\displaystyle K_{p}(x,\;s)}:
{\displaystyle K_{p}(x,\;s)=\int \limits _{a}^{b}K(x,\;t)K_{p-1}(t,\;s)\,dt.}
Ряд, составленный из повторных ядер,
{\displaystyle {\mathcal {R}}(x,\;s,\;\lambda )=\sum _{k=0}^{\infty }\lambda ^{k}K_{k+1}(x,\;s),}
называется резольвентой ядра {\displaystyle K(x,\;s)} и является регулярно сходящимся при {\displaystyle a\leqslant x}, {\displaystyle s\leqslant b} и вышеупомянутому условию сходимости ряда Лиувилля — Неймана. Решение интегрального уравнения представляется по формуле:
{\displaystyle \varphi (x)=f(x)+\lambda \int \limits _{a}^{b}{\mathcal {R}}(x,\;s,\;\lambda )f(s)\,ds.}
Например, для интегрального уравнения
{\displaystyle \varphi (x)=f(x)+\lambda \int \limits _{0}^{1}xs\varphi (s)\,ds}
повторными будут следующие ядра:
{\displaystyle K_{0}(x,\;s)=xs,}
{\displaystyle K_{1}(x,\;t)=xt,}
{\displaystyle K_{2}(x,\;t)=\int \limits _{0}^{1}xs\,st\,ds={\frac {xt}{3}},}
{\displaystyle K_{3}(x,\;t)=\int \limits _{0}^{1}xs{\frac {st}{3}}\,ds={\frac {xt}{9}},}
{\displaystyle \ldots }
{\displaystyle K_{n+1}={\frac {xt}{3^{n}}},}
а резольвентой — функция
{\displaystyle {\mathcal {R}}(x,\;t,\;\lambda )=\sum _{n=0}^{\infty }\lambda ^{n}K_{n+1}=\sum _{n=0}^{\infty }\lambda ^{n}{\frac {xt}{3^{n}}}=xt{\frac {1}{1-{\dfrac {\lambda }{3}}}}={\frac {3xt}{3-\lambda }}.}
Тогда решение уравнения находится по формуле:
{\displaystyle \varphi (x)=f(x)+\lambda \int \limits _{0}^{1}{\frac {3xt}{3-\lambda }}f(t)\,dt.}

### Метод сведения к алгебраическому уравнению
В случае, если ядро интегрального уравнения Фредгольма является вырожденным, то есть {\displaystyle K(x,\;s)=\sum _{i=1}^{N}f_{i}(x)g_{i}(s)}, само интегральное уравнение можно свести к системе алгебраических уравнений. Действительно, в этом случае уравнение можно переписать так:
{\displaystyle \varphi (x)=\lambda \sum _{i=1}^{N}f_{i}(x)\int \limits _{a}^{b}g_{i}(s)\varphi (s)\,ds+f(x)=\lambda \sum _{i=1}^{N}c_{i}f_{i}(x)+f(x),}
где {\displaystyle c_{i}=\int \limits _{a}^{b}\varphi (s)g_{i}(s)\,ds}. Умножив предыдущее равенство на {\displaystyle g_{i}(x)} и проинтегрировав его по {\displaystyle x} на отрезке {\displaystyle [a,\;b]}, приходим к системе алгебраических уравнений для неизвестных чисел {\displaystyle c_{i}}:
{\displaystyle c_{i}=\lambda \sum _{k=0}^{N}a_{ik}c_{k}+b_{i},\qquad i=1,\;\ldots ,\;N,}
где {\displaystyle a_{ik}=\int \limits _{a}^{b}g_{i}(x)f_{k}(x)\,dx} и {\displaystyle b_{i}=\int \limits _{a}^{b}g_{i}(x)f(x)\,dx} — числовые коэффициенты.
Приближённо этим методом можно решить интегральное уравнение Фредгольма с любым ядром, если в качестве вырожденного ядра, близкого к действительному, взять отрезок ряда Тейлора для функции {\displaystyle K(x,\;s)}.

### Замена интеграла конечной суммой
Рассмотрим интегральное уравнение Фредгольма 2-го рода: {\displaystyle \varphi (x)-\lambda \int _{a}^{b}K(x,t)\varphi (t)dt=f(x)}, где {\displaystyle K(x,t)} и {\displaystyle f(x)} имеют непрерывные производные нужного порядка, {\displaystyle \lambda } - заданное число. Используем квадратурную формулу: {\displaystyle \int _{a}^{b}\Phi (x)dx\approx \sum _{k=1}^{n}A_{k}\Phi (x_{k})}, где {\displaystyle x_{1},x_{2},...x_{n}} - точки на отрезке {\displaystyle [a,b]}, а коэффициенты {\displaystyle A_{1},A_{2},...,A_{n}} не зависят от вида функции {\displaystyle \Phi (x)}. Рассмотрим исходное уравнение в точках {\displaystyle x_{k}}: {\displaystyle \varphi (x_{k})-\lambda \int _{a}^{b}K(x_{k},t)\varphi (t)dt=f(x_{k})}. Заменим интеграл в левой части уравнения с помощью квадратурной формулы: {\displaystyle \varphi (x_{k})-\lambda \sum _{m=1}^{n}K(x_{k},x_{m})\varphi (x_{m})=f(x_{k})}. Получаем линейную систему {\displaystyle n} алгебраических уравнений с {\displaystyle n} неизвестными {\displaystyle \varphi (x_{1}),\varphi (x_{2}),...\varphi (x_{n})}, которые являются приближёнными значениями решения {\displaystyle \varphi (x)} в точках {\displaystyle x_{1},x_{2},...x_{n}}. В качестве приближённого решения исходного интегрального уравнения можно принять функцию: {\displaystyle {\overline {\varphi (x)}}=\lambda \sum _{m=1}^{n}A_{m}K(x,x_{m})\varphi (x_{m})}.

## Приложения
Термин «интегральное уравнение» ввёл в 1888 году П. Дюбуа-Реймон, однако первые задачи с интегральными уравнениями решались и ранее. Например, в 1811 году Фурье решил задачу об обращении интеграла, которая теперь носит его имя.

### Формула обращения Фурье
Задача состоит в нахождении неизвестной функции {\displaystyle f(y)} по известной функции {\displaystyle g(x)}:
{\displaystyle g(x)={\frac {1}{\sqrt {2\pi }}}\int \limits _{-\infty }^{+\infty }e^{ixy}f(y)\,dy.}
Фурье получил выражение для функции {\displaystyle f(y)}:
{\displaystyle f(y)={\frac {1}{\sqrt {2\pi }}}\int \limits _{-\infty }^{+\infty }e^{-ixy}g(x)\,dx.}

### Сведение задачи Коши к интегральному уравнению
К нелинейным интегральным уравнениям Вольтерры приводит задача Коши для обыкновенных дифференциальных уравнений:
{\displaystyle {\frac {dx}{dt}}=F(t,\;x(t)),\qquad x(a)=x_{0}.}
В самом деле, это уравнение можно проинтегрировать по {\displaystyle t} от {\displaystyle a} до {\displaystyle t}:
{\displaystyle x(t)=x_{0}+\int \limits _{a}^{t}F(s,\;x(s))\,ds.}
Решение начальной задачи для линейных дифференциальных уравнений приводит к линейным интегральным уравнениям Вольтерры 2-го рода. Этим ещё в 1837 году воспользовался Лиувилль. Пусть, например, поставлена задача:
{\displaystyle x''(t)+[\lambda ^{2}-\nu (t)]x(t)=0\qquad (\lambda =\mathrm {const} ),\;x(a)=1,\;x'(a)=0.}
Для уравнения с постоянными коэффициентами с теми же начальными условиями:
{\displaystyle x''(t)+\lambda ^{2}x(t)=g(t)}
решение может быть найдено методом вариации постоянных и представлено в виде:
{\displaystyle x(t)=\cos \lambda (t-a)+{\frac {1}{\lambda }}\int \limits _{a}^{t}g(\tau )\sin \lambda (t-\tau )\,d\tau .}
Тогда для исходного уравнения получается:
{\displaystyle x(t)=\cos \lambda (t-a)+{\frac {1}{\lambda }}\int \limits _{a}^{t}\nu (\tau )\sin \lambda (t-\tau )x(\tau )\,d\tau }
— интегральное уравнение Вольтерры 2-го рода.
Линейное дифференциальное уравнение {\displaystyle n}-го порядка
{\displaystyle {\frac {d^{n}x}{dt^{n}}}+a_{1}(t){\frac {d^{n-1}x}{dt^{n-1}}}+\ldots +a_{n}(t)x(t)=F(t),\qquad t>a,}
{\displaystyle x(a)=C_{0},\;x'(a)=C_{1},\;\ldots ,\;x^{(n-1)}(a)=C_{n-1}}
также может быть сведено к интегральному уравнению Вольтерры 2-го рода.

### Задача Абеля
Исторически считается, что первой задачей, которая привела к необходимости рассмотрения интегральных уравнений, является задача Абеля. В 1823 году Абель, занимаясь обобщением задачи о таутохроне, пришёл к уравнению:
{\displaystyle f(x)=\int \limits _{0}^{x}{\frac {\varphi (\eta )}{\sqrt {x-\eta }}}\,d\eta ,}
где {\displaystyle f(x)} — заданная функция, а {\displaystyle \varphi (x)} — искомая. Это уравнение есть частный случай линейного интегрального уравнения Вольтерры 1-го рода. Уравнение Абеля интересно тем, что к нему непосредственно приводит постановка той или иной конкретной задачи механики или физики (минуя дифференциальные уравнения). Например, к уравнению такого вида приводит задача об определении потенциальной энергии по периоду колебаний
У Абеля формулировка задачи выглядела примерно так:

Материальная точка под действием силы тяжести движется в вертикальной плоскости {\displaystyle (\xi ,\;\eta )} по некоторой кривой. Требуется определить эту кривую так, чтобы материальная точка, начав своё движение без начальной скорости в точке кривой с ординатой {\displaystyle x}, достигла оси {\displaystyle O\xi } за время {\displaystyle t=f_{1}(x)}, где {\displaystyle f_{1}(x)} — заданная функция.

Если обозначить угол между касательной к траектории и осью {\displaystyle O\xi } как {\displaystyle \beta } и применить законы Ньютона, можно прийти к следующему уравнению:
{\displaystyle \int \limits _{0}^{x}{\frac {\varphi (\eta )}{\sqrt {x-\eta }}}\,d\eta =-{\sqrt {2g}}f_{1}(x),\qquad \varphi (\beta )={\frac {1}{\sin \beta }}.}